# Мала Шишівка (річка)
Мала Шишівка? Шишова — річка у Шахтарському та Амвросіївському районах Донецької області, ліва притока Кринки.

## Опис
Довжина річки 10  км, похил річки — 14 м/км. Формується з декількох безіменних струмків та водойм. Площа басейну 32,2км2.

## Розташування
Мала Шишівка бере початок з водойми на південному сході від села Шапошникове. Тече переважно на південний схід через село Малу Шишівку і впадає у річку Кринку, права притоку Міуса.